# Jiří Bartl
Jiří Bartl (22. listopada 1963., - ) umirovljeni je češki nogometaš i nogometni trener.
Igračku karijeru započeo je u Vítkovicama, za koje je igrao punih šest sezona. Osim za Vítkovice, prije odlaska u igračku mirovinu, nastupao je i za Baník iz Ostrave i FK Třinec. Igračku karijeru završio je u Opavi., gdje je 1998. godine započeo svoju trenersku karijeru.
Nakon dvije godine treniranja Opave, 2000. odlazi iz kluba, nakon čega slijedi sedmogodišnja trenerska stanka. U siječnju 2007. postao je novi trener FK Teplica, zbog bolesti prijašnjeg trenera Vlastislava Marečka. No, završetkom sezone 2006./07., bio je smijenjen s mjesta trenera.
Nogometni klub Hlučin postavio ga je kao trenera u rujnu 2010. Krajem sezone, zbog osvajanja posljednjeg mjesta u Drugoj češkoj ligi, klub je lipnju 2011. raskinuo trenerski ugovor s Bartlom.

## Vanjske poveznice
- (češ.) Jiří Bartl na Fotbal iDnes.cz